# Закон о правах сорбов
Закон о правах сорбов, полное наименование — Закон о правах сорбов Свободного государства Саксония, короткое наименование — SächsSorbG (нем. Gesetz über die Rechte der Sorben im Freistaat Sachsen, в.-луж. Zakoń wo prawach Serbow w Swobodnym staće Sakskej (SSZ)) — закон федеральной земли Саксония, принятый 31 марта 1999 года на основе статей 5 и 6 Конституции Саксонии. Закрепляет за автохтонным славянским меньшинством, проживающим на территории Саксонии, определённые юридические права и представляет собой правовую основу взаимоотношений государственных властей с лужичанами.
Современный закон является преемником предшествующего «Закона об охране прав сорбского населения» (Gesetzes zur Wahrung der Rechte der sorbischen Bevölkerung), который был принят в марте 1948 года саксонским ландтагом. Закон от 1948 года стал первым в истории германским законом, который законодательно защищал самобытность серболужицкого населения.
В законе закреплены, в частности, свободное развитие серболужицкого народа, коллективное и индивидуальное право на сохранение, выражение и развитие этнической, культурной и языковой идентичности, использование лужицкого флага и гимна, право на распространение сведений о культуре лужичан, публичное использование лужицкого языка и право на его использование в органах власти (в частности, в судах).
Закон устанавливает границы культурно-административного района в границах федеральной земли Саксония под названием «Лужицкая поселенческая область» с федеральным статусом «Традиционное районное поселение» (angestammte Siedlungsgebiet). В этом районе лужицкий язык законодательно используется во всех сферах общественной и государственной жизни. Согласно требованиям Закона местные муниципалитеты несут ответственность за сохранение, развитие лужицких языков и поощрение лужицкой культуры. В Приложении к Закону перечислены муниципалитеты, в которых осуществляется эта законодательная норма.
Закон издан в двуязычных версиях: на немецком и верхнелужицком языках.
В федеральной земле Бранденбург действует аналогичный «Закон об оформлении прав сорбов (вендов)» (Gesetz zur Ausgestaltung der Rechte der Sorben (Wenden)) от 7 июля 1994 года.